# Stazione di Torano-Lattarico
La stazione di Torano-Lattarico è una stazione ferroviaria posta sulla linea Sibari-Cosenza. Serve i centri abitati di Torano Castello e di Lattarico. È collegata da una coppia di Frecciarossa Sibari-Bolzano e da alcuni treni regionali Paola-Cosenza-Sibari. È posta a 91 metri sul livello del mare, in viale Magna Grecia di Torano Castello.